# Hu Richa
Hu Richa (chiń. 呼日查; ur. 3 stycznia 1965 w Ongniud Qi) – chiński zapaśnik w stylu klasycznym. Dwukrotny olimpijczyk. Czwarty w Los Angeles 1984 i odpadł w eliminacjach w Seulu 1988. Startował w kategorii 52 kg.
Zajął piętnaste miejsce na mistrzostwach świata w 1987. Srebro na igrzyskach azjatyckich w 1990; piąty w 1986. Czwarty w mistrzostwach Azji w 1992 i piąty w 1989 roku.